# Major League Baseball 1884
1884 års säsong av Major League Baseball (MLB) var den nionde i MLB:s historia. MLB bestod under denna säsong av National League (NL), som bestod av åtta klubbar, American Association (AA), som bestod av tolv klubbar (varav en lades ned och ersattes av en ny), och Union Association (UA), som bestod av åtta klubbar (varav tre lades ned och ersattes av tre nya, en av dessa lades i sin tur ned och ersattes av en ny). Mästare i NL blev Providence Grays, som därmed tog sin andra (och sista) ligatitel. Mästare i AA blev New York Metropolitans, som därmed tog sin första (och enda) ligatitel. Mästare i UA, som bara existerade denna enda säsong, blev St. Louis Maroons.
För första gången spelades ett slutspel mellan mästarna i NL och AA, ibland kallat "World's Series". Matchserien spelades i bäst av tre matcher och vanns av Providence Grays över New York Metropolitans med 3–0 i matcher. Matchserien var mest av uppvisningskaraktär och räknas inte som en officiell World Series av MLB.

## Tabeller

### National League
| Klubb                   | M   | V  | F  | O | V%    | GB   | PF  | PM  |
| ----------------------- | --- | -- | -- | - | ----- | ---- | --- | --- |
| Providence Grays        | 114 | 84 | 28 | 2 | 0,750 | –    | 665 | 388 |
| Boston Beaneaters       | 116 | 73 | 38 | 5 | 0,658 | 10,5 | 682 | 469 |
| Buffalo Bisons          | 115 | 64 | 47 | 4 | 0,577 | 19,5 | 701 | 625 |
| Chicago White Stockings | 113 | 62 | 50 | 1 | 0,554 | 22   | 834 | 646 |
| New York Gothams        | 116 | 62 | 50 | 4 | 0,554 | 22   | 693 | 623 |
| Philadelphia Quakers    | 113 | 39 | 73 | 1 | 0,348 | 45   | 549 | 822 |
| Cleveland Blues         | 113 | 35 | 77 | 1 | 0,313 | 49   | 457 | 716 |
| Detroit Wolverines      | 114 | 28 | 84 | 2 | 0,250 | 56   | 443 | 735 |

### American Association
| Klubb                    | M   | V  | F  | O | V%    | GB   | PF  | PM  |
| ------------------------ | --- | -- | -- | - | ----- | ---- | --- | --- |
| New York Metropolitans   | 112 | 75 | 32 | 5 | 0,701 | –    | 734 | 423 |
| Columbus Buckeyes        | 110 | 69 | 39 | 2 | 0,639 | 6,5  | 584 | 459 |
| Louisville Eclipse       | 110 | 68 | 40 | 2 | 0,630 | 7,5  | 573 | 425 |
| St. Louis Browns         | 110 | 67 | 40 | 3 | 0,626 | 8    | 657 | 537 |
| Cincinnati Red Stockings | 112 | 68 | 41 | 3 | 0,624 | 8    | 754 | 512 |
| Baltimore Orioles        | 108 | 63 | 43 | 2 | 0,594 | 11,5 | 635 | 515 |
| Philadelphia Athletics   | 108 | 61 | 46 | 1 | 0,570 | 14   | 700 | 546 |
| Toledo Blue Stockings    | 110 | 46 | 58 | 6 | 0,442 | 27,5 | 460 | 571 |
| Brooklyn Atlantics       | 109 | 40 | 64 | 5 | 0,385 | 33,5 | 476 | 644 |
| Richmond Virginians1     | 46  | 12 | 30 | 4 | 0,286 | 30,5 | 194 | 295 |
| Pittsburgh Alleghenys    | 110 | 30 | 78 | 2 | 0,278 | 45,5 | 407 | 722 |
| Indianapolis Hoosiers    | 110 | 29 | 78 | 3 | 0,271 | 46   | 463 | 755 |
| Washington Nationals1    | 63  | 12 | 51 | 0 | 0,190 | 41   | 248 | 481 |

1 Washington Nationals lades ned under säsongen och ersattes av Richmond Virginians.

### Union Association
| Klubb                                  | M   | V  | F  | O | V%    | GB   | PF  | PM  |
| -------------------------------------- | --- | -- | -- | - | ----- | ---- | --- | --- |
| St. Louis Maroons                      | 114 | 94 | 19 | 1 | 0,832 | –    | 887 | 429 |
| Milwaukee Brewers4                     | 12  | 8  | 4  | 0 | 0,667 | 35,5 | 53  | 35  |
| Cincinnati Outlaw Reds                 | 105 | 69 | 36 | 0 | 0,657 | 21   | 703 | 458 |
| Baltimore Monumentals                  | 106 | 58 | 47 | 1 | 0,552 | 32   | 662 | 628 |
| Boston Reds                            | 111 | 58 | 51 | 2 | 0,532 | 34   | 636 | 559 |
| Chicago Browns / Pittsburgh Stogies1 4 | 93  | 41 | 50 | 2 | 0,451 | 42   | 438 | 482 |
| Washington Nationals                   | 114 | 47 | 65 | 2 | 0,420 | 46,5 | 566 | 678 |
| Philadelphia Keystones3                | 67  | 21 | 46 | 0 | 0,313 | 50   | 415 | 545 |
| St. Paul Saints4                       | 9   | 2  | 6  | 1 | 0,250 | 39,5 | 24  | 57  |
| Altoona Mountain Citys2                | 25  | 6  | 19 | 0 | 0,240 | 44   | 90  | 216 |
| Kansas City Cowboys2                   | 82  | 16 | 63 | 3 | 0,203 | 61   | 311 | 619 |
| Wilmington Quicksteps3 4               | 18  | 2  | 16 | 0 | 0,111 | 44,5 | 35  | 114 |

1 Chicago Browns flyttades till Pittsburgh under säsongen och bytte namn till Pittsburgh Stogies.
2 Altoona Mountain Citys lades ned under säsongen och ersattes av Kansas City Cowboys.
3 Philadelphia Keystones lades ned under säsongen och ersattes av Wilmington Quicksteps.
4 Wilmington Quicksteps och Pittsburgh Stogies lades ned under säsongen och ersattes av Milwaukee Brewers och St. Paul Saints.

## World's Series
| 1 | 23 oktober 1884 | New York Metropolitans | 0 – 6   | Providence Grays  | Polo Grounds                                                    |                                                                 |
|   |                 | L: Keefe (0-1)         | Rapport | W: Radbourn (1-0) | New York, NY Publik: Cirka 2 500 Längd: 1:55 Domare: Kick Kelly | New York, NY Publik: Cirka 2 500 Längd: 1:55 Domare: Kick Kelly |

| 2 | 24 oktober 1884 | New York Metropolitans | 1 – 3 (7) | Providence Grays                | Polo Grounds                                                     |                                                                  |
|   |                 | L: Keefe (0-2)         | Rapport   | W: Radbourn (2-0) HR: Denny (1) | New York, NY Publik: Cirka 1 000 Längd: 1:35 Domare: Jack Remsen | New York, NY Publik: Cirka 1 000 Längd: 1:35 Domare: Jack Remsen |

| 3 | 25 oktober 1884 | New York Metropolitans | 2 – 12 (6) | Providence Grays  | Polo Grounds                                                 |                                                              |
|   |                 | L: Becannon (0-1)      | Rapport    | W: Radbourn (3-0) | New York, NY Publik: Cirka 500 Längd: 1:10 Domare: Tim Keefe | New York, NY Publik: Cirka 500 Längd: 1:10 Domare: Tim Keefe |

## Statistik

### National League

#### Slagmän

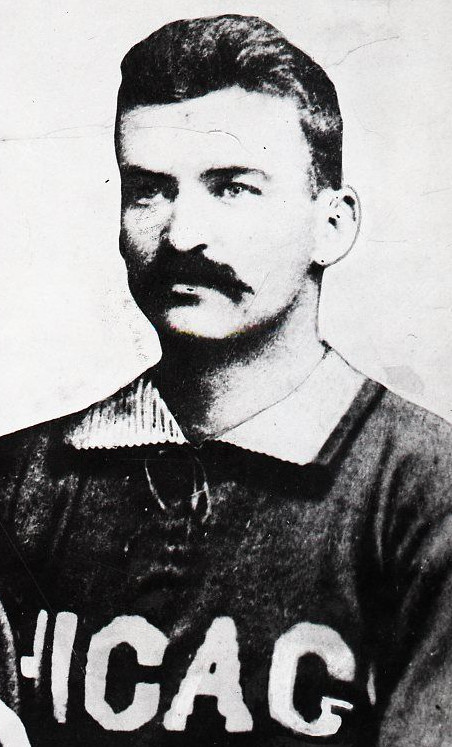
King Kelly.

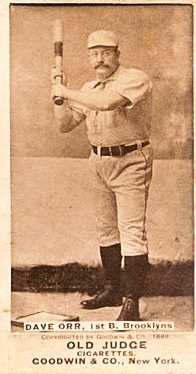
Dave Orr.

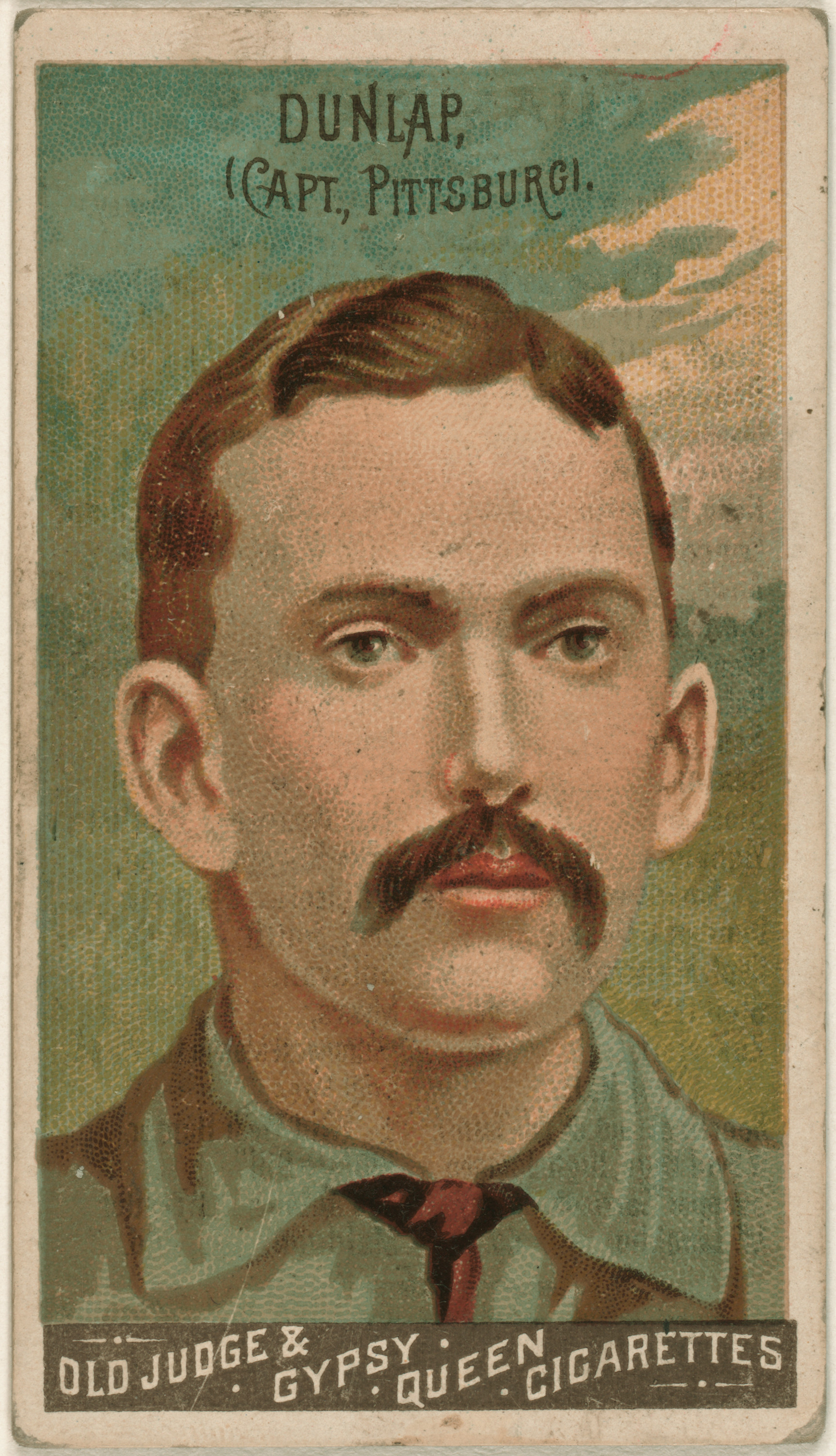
Fred Dunlap.

Källa: 
| Kategori | Slagman                    | Klubb   | Värde |
| -------- | -------------------------- | ------- | ----- |
| AVG      | King Kelly                 | CHI     | 0,354 |
| HR       | Ned Williamson             | CHI     | 27    |
| RBI      | Cap Anson                  | CHI     | 102   |
| R        | King Kelly                 | CHI     | 120   |
| H        | Jim O'Rourke · Ezra Sutton | BUF BOS | 162   |
| OBP      | King Kelly                 | CHI     | 0,414 |
| SLG      | Dan Brouthers              | BUF     | 0,563 |

#### Pitchers

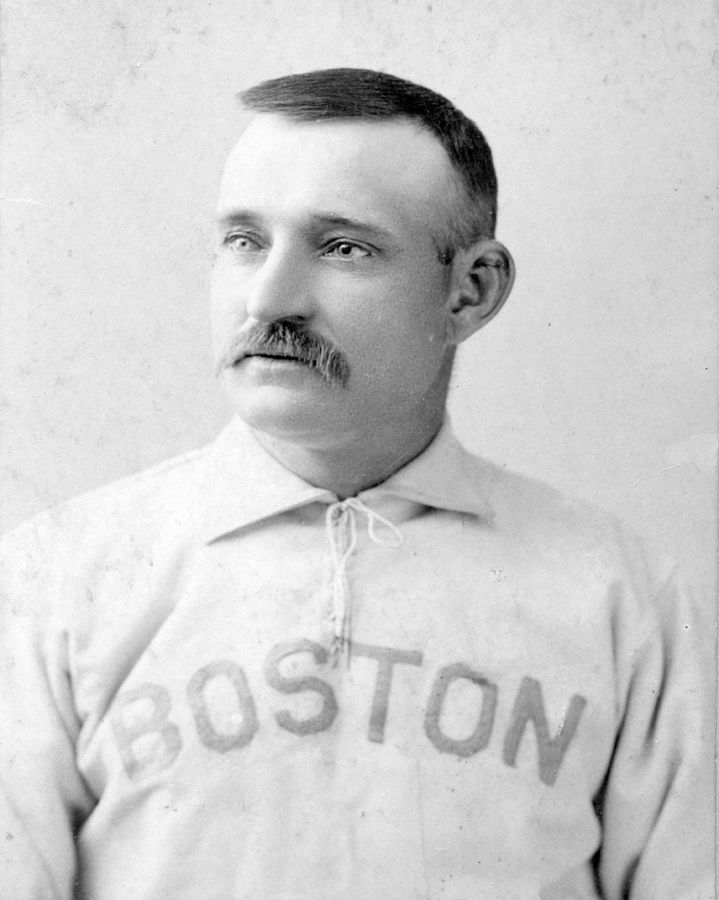
Old Hoss Radbourn.

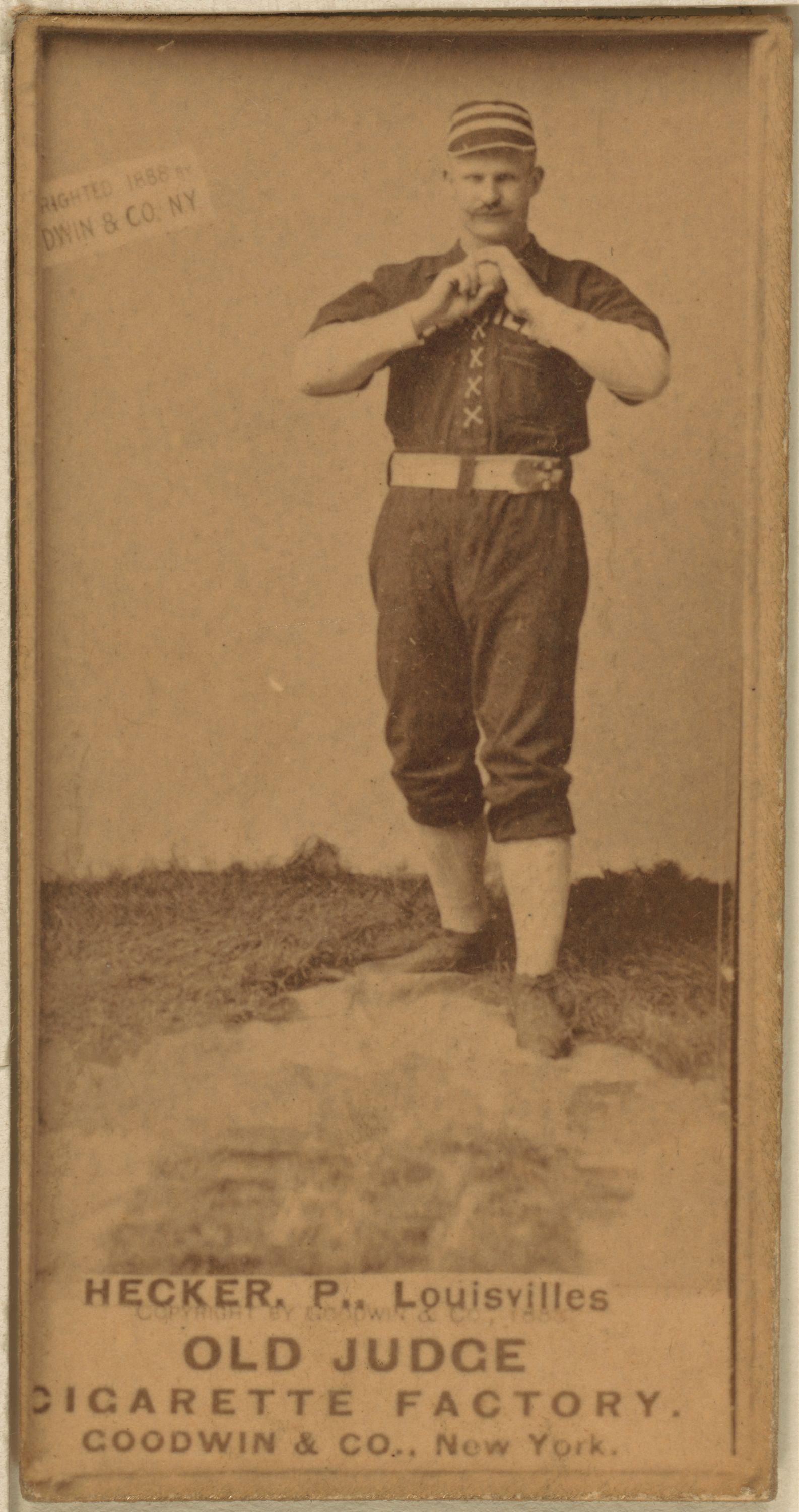
Guy Hecker.

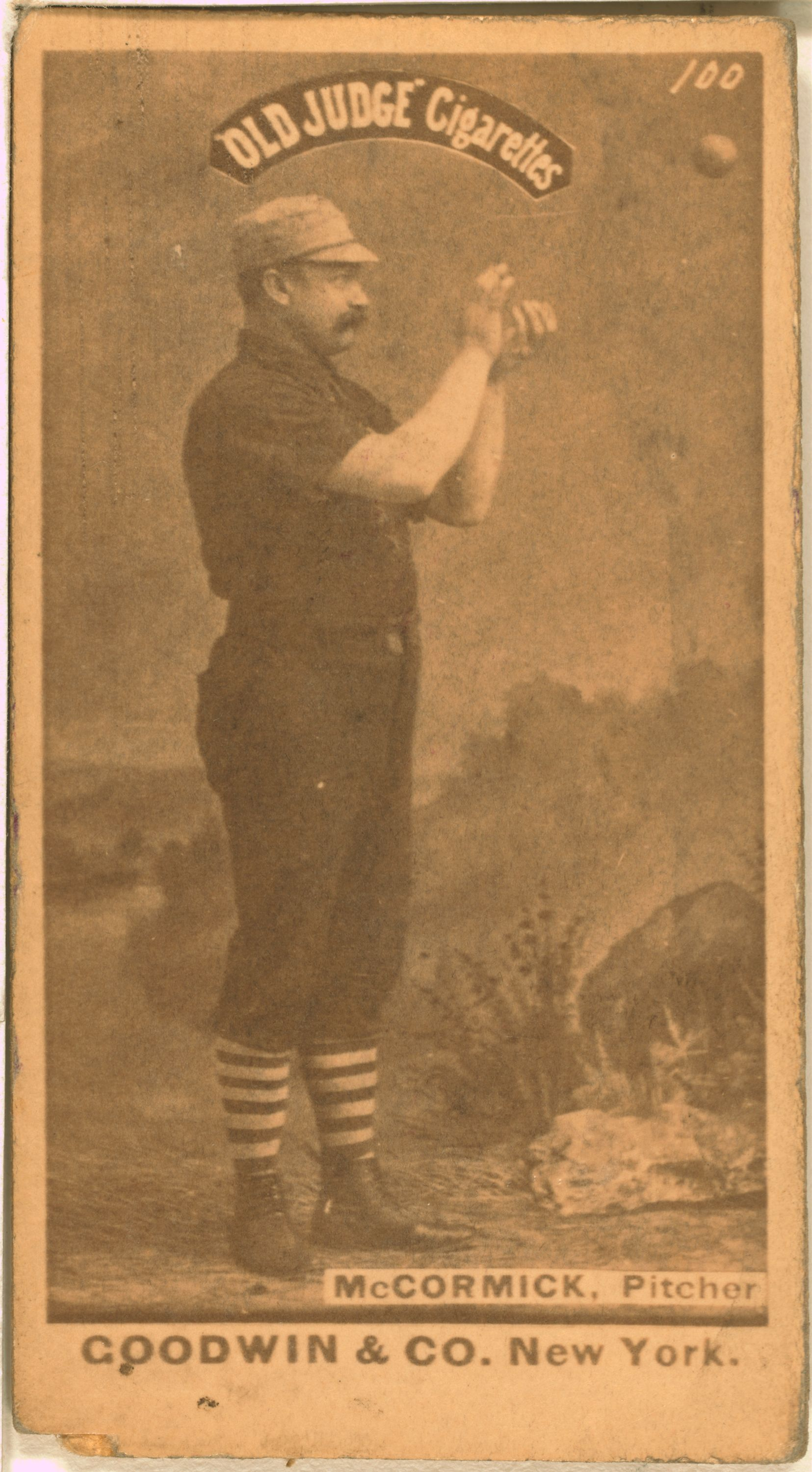
Jim McCormick.

Källa: 
| Kategori | Pitcher           | Klubb | Värde |
| -------- | ----------------- | ----- | ----- |
| W        | Old Hoss Radbourn | PRO   | 59    |
| ERA      | Old Hoss Radbourn | PRO   | 1,38  |
| SO       | Old Hoss Radbourn | PRO   | 441   |
| IP       | Old Hoss Radbourn | PRO   | 678,2 |
| CG       | Old Hoss Radbourn | PRO   | 73    |
| SHO      | Pud Galvin        | BUF   | 12    |
| SV       | John Morrill      | BOS   | 2     |
| WHIP     | Charlie Sweeney   | PRO   | 0,82  |

### American Association

#### Slagmän
Källa: 
| Kategori | Slagman       | Klubb | Värde |
| -------- | ------------- | ----- | ----- |
| AVG      | Dave Orr      | NYM   | 0,354 |
| HR       | John Reilly   | CIN   | 11    |
| RBI      | Dave Orr      | NYM   | 112   |
| R        | Harry Stovey  | PHI   | 124   |
| H        | Dave Orr      | NYM   | 162   |
| OBP      | Charley Jones | CIN   | 0,376 |
| SLG      | John Reilly   | CIN   | 0,551 |

#### Pitchers
Källa: 
| Kategori | Pitcher                                    | Klubb       | Värde |
| -------- | ------------------------------------------ | ----------- | ----- |
| W        | Guy Hecker                                 | LOU         | 52    |
| ERA      | Guy Hecker                                 | LOU         | 1,80  |
| SO       | Guy Hecker                                 | LOU         | 385   |
| IP       | Guy Hecker                                 | LOU         | 670,2 |
| CG       | Guy Hecker                                 | LOU         | 72    |
| SHO      | Tony Mullane · Will White                  | TOL CIN     | 7     |
| SV       | Oyster Burns · Frank Mountain · Hank O'Day | BAL COL TOL | 1     |
| WHIP     | Guy Hecker                                 | LOU         | 0,87  |

### Union Association

#### Slagmän
Källa: 
| Kategori | Slagman              | Klubb | Värde |
| -------- | -------------------- | ----- | ----- |
| AVG      | Fred Dunlap          | STL   | 0,412 |
| HR       | Fred Dunlap          | STL   | 13    |
| RBI      | Protokollfördes inte | –     | –     |
| R        | Fred Dunlap          | STL   | 160   |
| H        | Fred Dunlap          | STL   | 185   |
| OBP      | Fred Dunlap          | STL   | 0,448 |
| SLG      | Fred Dunlap          | STL   | 0,621 |

#### Pitchers
Källa: 
| Kategori | Pitcher       | Klubb    | Värde |
| -------- | ------------- | -------- | ----- |
| W        | Bill Sweeney  | BAL      | 40    |
| ERA      | Jim McCormick | CIN      | 1,54  |
| SO       | Hugh Daily    | CPI, WSH | 483   |
| IP       | Bill Sweeney  | BAL      | 538,0 |
| CG       | Bill Sweeney  | BAL      | 58    |
| SHO      | Jim McCormick | CIN      | 7     |
| SV       | Billy Taylor  | STL      | 4     |
| WHIP     | Jim McCormick | CIN      | 0,79  |